# Gabriela Canavilhas
Maria Gabriela da Silveira Ferreira Canavilhas (Sá da Bandeira, Angola, 29 de março de 1961) é uma pianista e política portuguesa.

## Biografia
Antiga ministra da Cultura do XVIII Governo Constitucional de Portugal, foi diretora artística do Festival MusicAtlântico (1999-2009) nos Açores, presidente da Associação de Música, Educação e Cultura (2003-2008), responsável pela Orquestra Metropolitana de Lisboa, a Academia Nacional Superior de Orquestra e o Conservatório Metropolitano de Música de Lisboa, diretora regional da Cultura do Governo Regional dos Açores (2008-2009), foi membro do Conselho Diretivo da Fundação Luso-Americana para o Desenvolvimento (2007-2009). É membro do Conselho de Administração da Fundação Oriente (não executiva) e membro da Academia Internacional de Cultura Portuguesa. Foi Deputada à Assembleia da República pelo Partido Socialista de 2011 a 2018.
Foi Diretora Artística do Festival de Sintra de 2018 a 2022, ano em que assumiu a presidência da Fundação Ricardo Espirito Santo Silva. 
É a primeira doutorada em Portugal em Estudos de Género, o novo Doutoramento criado em 2018 pela conjugação das Universidades de Lisboa, do ISCSP e da Universidade Nova de Lisboa, com a tese “ Heroínas da Ópera do Primeiro Romantismo: as Vozes de um Discurso de Género”. Tem o Curso Superior de Piano do Conservatório Nacional de Lisboa, é licenciada em Ciências Musicais pela Universidade Nova de Lisboa. 
Detentora de vários prémios nacionais e internacionais como pianista, manteve intensa atividade artística nos palcos das principais salas de concerto, instituições culturais e Festivais nacionais. Manteve vários programas de autor na Antena 2 (1999-2020). Como pianista dedicou-se à revelação de obras eruditas portuguesas, apresentando obras inéditas de compositores portugueses do século XIX, XX e contemporâneos, algumas das quais lhe foram dedicadas. Internacionalmente apresentou-se nos EUA (Nova Iorque) em Itália, no Brasil, em Macau, Alemanha e Canadá. Tem 7 CDs editados com obras de repertório erudito Português.
Tem o Diploma de Mérito pela Accademia Musicale Chigiana de Siena. Em 2014 foi-lhe atribuída pelo Governo Regional dos Açores a Insígnia Autonómica de Reconhecimento.
É Presidente da Fundação Ricardo do Espírito Santo Silva.  

Curriculum político
Desde 2002 colabora com o Partido Socialista, tendo sido candidata à AR pelo círculo eleitoral dos Açores nesse ano.
Considera que a atividade artística é também um ato político e social. A responsabilidade política que advém da intervenção social - e a arte é intervenção social – obriga ao compromisso com o serviço publico e à responsabilidade social. Dedica-se assim, desde 2004, às políticas culturais e ao serviço publico, remetendo atualmente a atividade pianística para 2º plano.
Eleita deputada em 2011, na Assembleia da República dedicou-se às políticas da Cultura, da Educação e dos Negócios Estrangeiros, tendo sido a introdutora da consignação de 0,5% do IRS individual dos contribuintes para as associações culturais (2017) e liderando a defesa da manutenção da coleção de arte Miró em Portugal; também o alargamento para 20 anos do período para a trasladação de personalidades para o Panteão Nacional; a isenção fiscal para doações a Museus da Rede Portuguesa de Museus ou a legislação para o alargamento da TDT. 
A 31 de março de 2017 apresentou-se como candidata à Presidência da Câmara Municipal de Cascais, encabeçando a lista do Partido Socialista às Eleições Autárquicas 2017 nesse concelho, tendo obtido 29% dos votos e 4 mandatos, assumindo o lugar de Vereadora, do qual se demitiu posteriormente quando abandonou a atividade política e o mandato parlamentar.

Cargos exercidos
- Presidente da Fundação Ricardo do Espírito Santo Silva[4]
- Membro da equipa da Educação Estética e Artística da SEE (2018/2022)
- Vereadora sem pelouros da Câmara Municipal de Cascais (2017/2018);[5]
- Deputada à Assembleia da República na XIII Legislatura (2015/2018);[6]
- Deputada à Assembleia da República na XII Legislatura (2011/2015);[6]
- Membro da Assembleia Municipal de Avis (2011/2015);
- Ministra da Cultura do XVIII Governo Constitucional (2009/2011)[7]
- Diretora Regional da Cultura do X Governo Regional dos Açores (2008/2009);[6]
- Presidente da Orquestra Metropolitana de Lisboa (2003/2008);[6]
- Presidente da Academia Superior de Orquestra (2003/2008);[6]
- Membro do Conselho Diretivo da FLAD[6]
- Diretora Artística do Festival MusicAtlântico dos Açores (1999/2008).[7]
- Professora do Quadro do Conservatório Nacional de Lisboa; [6]
- Membro do Conselho Geral da Universidade Aberta.

Prémios e Distinções
- Prémio FEMINA 2023, atribuído pela Matriz Portuguesa pelo Estudo e Divulgação da Cultura, História e Sociedade de Matriz Portuguesa;[8]
- Insígnia Autonómica de Reconhecimento do Governo Regional dos Açores – 2014;[9]
- Membro da Academia Internacional de Cultura Portuguesa;
- Diploma de Mérito pela Accademia Musicale Chigiana (Siena, Itália) – 1991;[6]
- 1º Prémio no V Concurso Internacional "Città di Moncalieri" em Turim, Itália – 1990;[6]
- 1º Prémio em Música Erudita no Concurso Nacional Cultura e Desenvolvimento promovido pelo Clube Português de Artes e Ideias – 1989;[6]
- 1º Prémio Dame Ruth Railton – 1976.[6]

Obra publicada
- A Política como Palco de Decisão, Coleção "O Fio da Memória", Guerra e Paz (2023)
- Série Documental na SIC Notícias “OBRA PRIMA”, sobre obras de arte dos Museus Portugueses - 2013
- CD Song and Piano Pieces de Alfredo Keil;
- CD Música para Clarinete e Piano do séc. XX;
- CD Evocação, obras portuguesas e brasileiras dos séculos XVIII e XIX;
- CD Vocalizos, obras portuguesas do século XX;
- CD Quintetos para Piano e Quarteto de Cordas de J. D. Bomtempo;
- CD Sonatas para Piano de J. Domingos Bomtempo;
- CD com obras do repertório histórico do Palácio da Ajuda: Natal na Ajuda;

## Vida pessoal
É casada com o Coronel Engenheiro Militar José Manuel Pinheiro Lopes Canavilhas, o qual, sendo Tenente-Coronel, foi agraciado a 9 de Outubro de 1998 com a Medalha da Missão das Nações Unidas para o referendo no Saara Ocidental (MINURSO) da Organização das Nações Unidas, e mãe de Joana da Silveira Ferreira Canavilhas, nascida em 1984.